# Match des étoiles

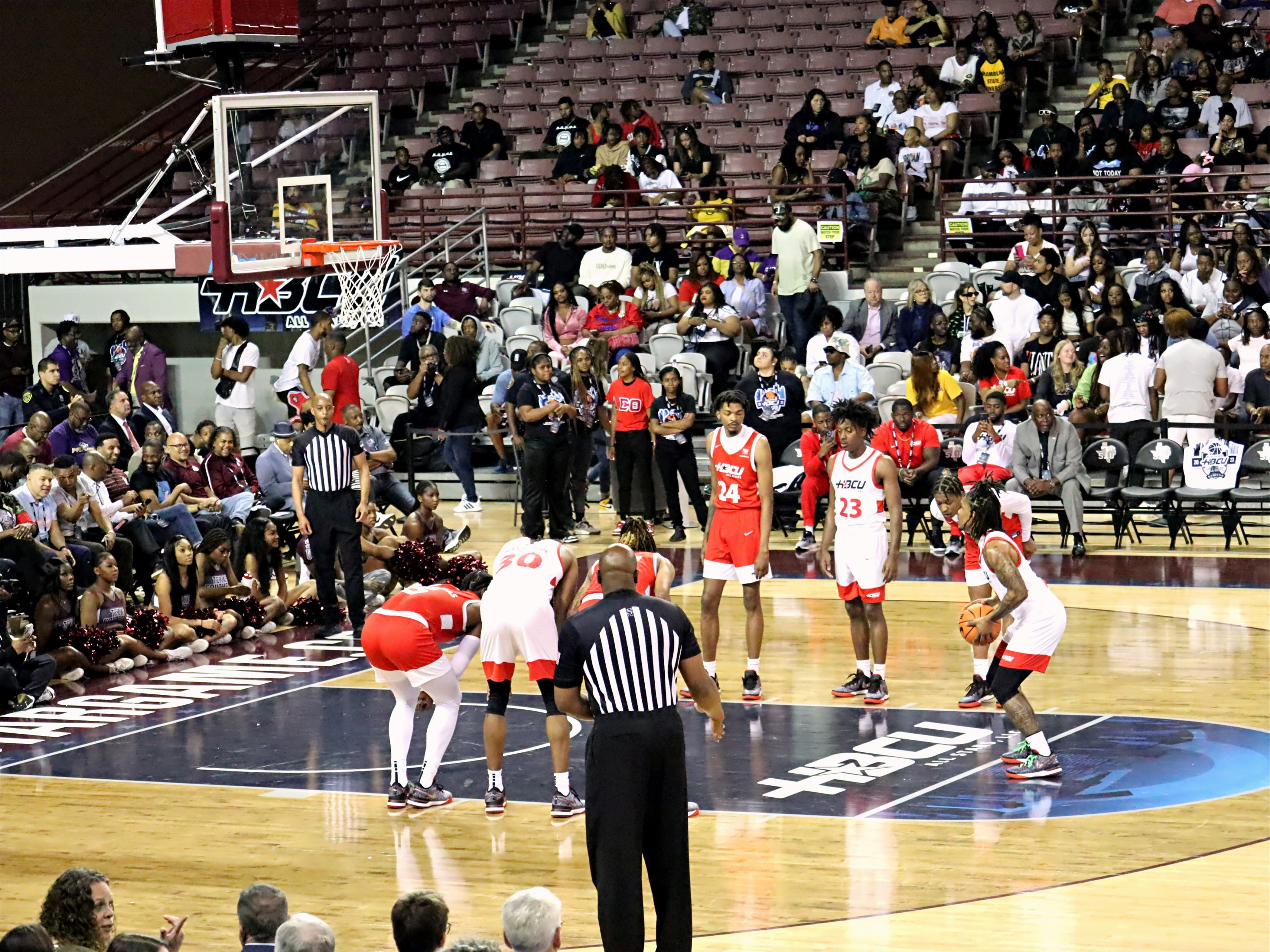
Match des étoiles de basketball aux Etats-Unis, 2023

Le Match des étoiles (All-Star Game en anglais) est un concept adopté par plusieurs ligues sportives professionnelles en Amérique du Nord dont le hockey sur glace, le basket-ball, le football américain et le baseball. L'idée principale de ce genre de rencontre est de faire s'affronter les meilleurs joueurs de la ligue entre eux, souvent divisés en 2 sections. L'enjeu de ces rencontres d'exhibition est rarement important. Au baseball, il sert à déterminer l'avantage du terrain en Série mondiale depuis 2003.
Une formule utilisée de plus en plus souvent est celle qui oppose l'Amérique du Nord au reste du monde mais elle s'éloigne du concept original.

## Principaux matchs des Étoiles
- Ligue majeure de baseball : le Match des étoiles de la Ligue majeure de baseball oppose une sélection de joueurs de la Ligue américaine à une sélection de joueurs de la Ligue nationale. La rencontre a lieu autour de la mi-juillet.
- National Football League : le Pro Bowl est disputé après la fin de saison et met aux prises les meilleurs joueurs de l'Association américaine à ceux de l'Association nationale.
- Ligue nationale de hockey : le Match des étoiles de la Ligue nationale de hockey se dispute au milieu de la saison.
- National Basketball Association : le NBA All-Star Game oppose historiquement les meilleurs joueurs de l'Association de l'Ouest à ceux de l'Association de l'Est et clôt le NBA All-Star Week-end.
- Kontinentalnaïa Hokkeïnaïa Liga : le Match des étoiles de la KHL se dispute au milieu de la saison.
- Ligue nationale de basket-ball :  le All-Star Game LNB oppose une sélection des meilleurs joueurs étrangers du championnat de France de première division, contre une sélection des meilleurs joueurs français du championnat.
- Major League Soccer : le Match des étoiles de la MLS.
- National Lacrosse League : le Match des étoiles de la National Lacrosse League